# Sulfato de zinco
Sulfato de zinco (ZnSO4) é um composto químico cristalino incolor, solúvel em água. A forma heptahidratada, ZnSO4·7H2O, o mineral goslarita, foi historicamente conhecido como "vitríolo branco", e também chamado de vitríolo de zinco ou sal de vitríolo.
Outra forma natural deste heptahidrato é conhecido como o mineral zincmelanterita (Zn,Cu,Fe)SO4·7H2O (estruturalmente diferente da goslarita). Hidratos mais baixos de sulfato de zinco são raramente encontrados na natureza como minerais: bianchita (Zn,Fe)SO4·6H2O, boyleita (Zn,Mg)SO4·4H2O e gunningita (Zn,Mn)SO4·H2O.

## Obtenção
Pode ser preparado pela reação do zinco metálico com ácido sulfúrico.
 Zn + H2SO4 → ZnSO4 + H2 
Ou pela reação do óxido de zinco com o ácido sulfúrico.
 ZnO + H2SO4 → ZnSO4 + H2O 
Pode ser obtido também pela oxidação enérgica do sulfeto de zinco, componente do mineral blenda:
 ZnS + 2 O2 → ZnSO4 
Ele pode ser também preparado pela adição de zinco sólido à solução de sulfato de cobre (II) por reação de simples troca.
 Zn + CuSO4 → ZnSO4 + Cu 
Ou pela adição de zinco sólido à solução de  sulfato de ferro (II), analogamente:
 Zn + FeSO4 → ZnSO4 + Fe 

## Propriedades químicas
Decompõe-se a 740°C:
 2 ZnSO4 → 2 ZnO + 2 SO2 + O2 

## Aplicações
É usado para suprir necessidades animais de zinco em rações animais, fertilizantes e sprays agrícolas. ZnSO4·7H2O é usado na fabricação de litopônio, em banhos de coagulação para rayon, em eletrólitos para zincagem por galvanoplastia, e como mordente em tingimento, como um preservativo para peles e couros e em medicina como um adstringente e emético.
Uma solução aquosa de sulfato de zinco afirma-se ser eficaz em remover o musgo dos telhados. Pulverizar uma mistura no musgo permitirá que o vento simplesmente assopre-o fora do telhado, porém não se recomenda para o uso em gramados como eficaz em remover grama.
O sulfato de zinco também tem sido relatado como capaz de iludir exames médicos de consumo de drogas.